# وضاح اليمن
وضّاح اليمن (توفي 89 هـ/708م) هو عبد الرحمن بن إسماعيل الخولاني، لقب بالوضّاح لوسامته، من شعراء الغزل في العصر الأموي. قيل إنه مات مقتولًا بأمر من الخليفة الوليد بن عبد الملك لتشبيبه بزوجته.

## نسبه ونبذة من حياته
- هو: يحيى بن علي علامي عبد الرحمن بن إسماعيل بن عبد كلال بن داذ بن أبي جمد. يمني من خولان منازل شعوب حوالي صنعاء التي لا تزال تحمل هذا الاسم حتى اليوم. ينتهي نسبه إلى حمير فقحطان. أما وضاح فلقب غلب عليه في قصة ليس هنا محل ذكرها وتروي كتب الأدب عن وضاح اليمن أنه كان على جانب كبير من الوضاءة والصباحة واستواء التكوين وأنه أحد ثلاثة من العرب هم وضاح والمقنع الكندي وأبو زبيد الطائي كانوا لا يدخلون أسواق العرب إلا مقنعين خشية العين وقد كان جماله شبيها بجمال ابن أبي ربيعة الشاعر الغزلي المشهور ولعل وسامة وضاح هي التي جعلته العاشق المتيم المدلل.

في حياة وضاح نساء عاش معهن حياة عاطفية لمسنا آثارها في شعره أولهن امرأة يمنية هي روضة بنت عمرو من كندة وقد نظم فيها شعرا كثيرا ولم يتزوجها ولكن اشتهرت تلك العلاقة التي كانت بينه مع أم البنين بنت عبد العزيز زوجة الخليفة الأموي الوليد بن عبد الملك والتي قُتل بسببها حيث أبلغ أحد العبيد الخليفة أن وضاحا في غرفة أم البنين وكانت قد وضعته في صندوق لتخفيه فأخذ الخليفة الصندوق ودفنه ووضاح داخله.

## قصائده
لوضاح قصائد شعر غزلي وتأثر بقصائد امرئ القيس منها قول وضاح:
وهي شبيهة بقول امرئ القيس:
وله في روضة قصيدته الحوارية الجميلة التي قال فيها طه حسين في كتابة حديث الأربعاء الجزء الأول هي أول قصيدة حوارية: 
عاش وضاح في عصر الدولة الأموية وهو عصر ازدهر فيه الأدب ازدهارا تعددت فيه مواضيعه واختلفت فيه اتجاهاته ومدارسه وكان فيه شعراء السياسة والهجاء مثل جرير والفرزدق والأخطل وعدي بن الرقاع وغيرهم كما ظهر فيه الشعراء الغزليون والعذريون أمثال عمر بن أبي ربيعة وابن قيس الرقيات والعرجي وجميل بثينة وكثير عزة وغيرهم كثير .

## الأسطورة والخيال
عاش وضاح حياة كأنها أسطورية أو خيال فقد أحاط الغموض حياته وكذلك ظروف مماته ولا تكاد تجد وضوحا لحياته في سير الأدب كالبقية من زملائه الشعراء ولعل مرد ذلك إلى العصبية القديمة بين القيسية واليمانية بحيث يجد شاعر الحجاز ما لا يجده شاعر اليمن من العناية أضف أن اليمن كانت تتبع مذهب شيعة علي بن أبي طالب وعدوا للبيت الأموي وقصته المشهورة مع أم البنين مما جعل الرواة يتحفضون في نقل شعره وأعماله خوفا من البيت الأموي حتى إن قصته مع أم البنين لم تكتب إلا في العصر العباسي ويبدو أن موجة الفتح دفعت بوضاح إلى الشام ولكنه ظل يحن إلى روضة ويقول:

## وضاح وأم البنين كما وردت في بعض المراجع
أم البنين هي بنت عبد العزيز بن مروان وزوجة الوليد بن عبد الملك وكانت جميلة واستأذنت زوجها ذات يوم للحج فأذن لها ولما بلغت مكة – وكان الوليد قد توعد من تغزل بزوجته أو جواريها ولكنها – كما يقول الدكتور طة حسين في كتابه حديث الأربعاء الجزء الأول - كانت تريد أن يتغزل بها الشعراء كما تغزلوا بأخت زوجها فاطمة بنت عبد الملك امرأة عمر بن عبد العزيز وكما تغزلوا بسكينة بنت الحسين وكما تغزلوا ببنت معاوية من قبل وكما كانوا يتغزلون بكل شريفة وجميلة وردت مكة فطلبت إلى كثير عزة ووضاح أن يذكراها فأما كثير فخاف الخليفة ولكنه ذكر إحدى جواريها تدعى غاضرة أما وضاح فتغزل بأم البنين فحبت وضاح وحبها وطلبت منه أن يتبعها إلى الشام كما يذكر أكرم الرافعي في قصة وضاح تحت سلسلة آفاق عربية طبعة 1960.
تبعها وضاح ومدح زوجها أمير المؤمنين الوليد بن عبد الملك حسب نصيحة حبيبته أم البنين ووعدته أنها ستعمل على حمايته ورفعة شأنة فقربه زوجها وأكرمه علية القوم وكان يتردد على أم البنين وكان جميلا حتى تعلقت به وتعلق بها وشعرن بنات ونساء رجال الديوان بذلك وبدأو يتربصون به - حسب ما تذكر الرواية - ويذكر الدكتور طه حسين أن الوليد أهدى جواهر أعجتبه وأرسلها مع أحد الخدم ودخل الخادم فرأى عندها وضاح فأسرعت ووضعت وضاحا في الصندوق والخادم يرى ثم أخذت الجواهر من الخادم فطمع الخادم وطلب إحدى هذه الجواهر فأبت عليه وسبته فانصرف غاضبا وأخبر الخليفة بما رأى فأظهر الخليفة تكذيبه وأمر بقتله ثم نهض من فوره ودخل على الملكة فإذا بها تتمشط فجلس على الصندوق الذي وصفه له الخادم وطلب منها أن تعطيه إياه فلم تستطع الرفض فأخذه إلى مجلسه وأمر بحفر بئر في هذا المجلس وألقى الصندوق في البئر ثم دفن بالتراب وسوى بها الأرض ورد البساط فوقها كما كان واختفى وضاح.

## وصلات خارجية
- بوابة الشعراء: ديوان وضاح اليمن